# 萝宾·马厄
萝宾·马厄（英語：Robyn Maher，1959年10月6日—），旧姓格尔（Gull），澳大利亚女子篮球运动员。她曾代表澳大利亚参加1984年、1988年和1996年夏季奥林匹克运动会篮球比赛，获得一枚铜牌。

## 家庭
丈夫汤姆·马厄。